# مکسول و شاه
مکسول و شاه (انگلیسی: King & Maxwell) یک مجموعهٔ تلویزیونی درام است. جاون تنی و ربکا رومین در آن بازی کرده‌اند.